# طلا (فیلم ۲۰۱۳)
«طلا» (انگلیسی: Gold (2013 film)) فیلمی در ژانر وسترن و درام است که در سال ۲۰۱۳ منتشر شد. از بازیگران آن می‌توان به نینا هوس اشاره کرد.